# Juktån
La Juktån est une rivière du comté de Västerbotten, dans la province historique de Laponie, au nord de la Suède. Elle prend sa source dans les montagnes de Vindelfjällen et forme le lac Överst-Juktan. Elle continue ensuite vers le sud-est, alimentant au passage les lacs Fjosoken et Storjuktan et Sandsjön avant de bifurquer vers le sud et de rejoindre le fleuve Umeälven près d'Åskilje. Avec un bassin versant de 2 545 km2 et un débit moyen d'environ 28 m3/s, c'est le deuxième principal affluent de l'Umeälven (après la rivière Vindelälven). Ce débit est régulé par un barrage au niveau du lac Storjuktan, où se trouve une centrale hydroélectrique. Cette centrale transfère de l'eau du lac directement vers le fleuve Umeälven afin de profiter d'une hauteur de chute plus importante.